# ポメーツィア
ポメーツィア（伊: Pomezia）は、イタリア共和国ラツィオ州ローマ県にある都市であり、人口約64,000人の基礎自治体（コムーネ）。
都市としてのポメーツィアは、1930年代、ムッソリーニ政権によって行われたポンティーナ湿地帯 (Pontine Marshes) の干拓事業によって建設された都市である。分離集落プラティカ・ディ・マーレは、古代ローマ時代の港湾都市ラウィニウムの跡地に位置する。

## 名称

### 語源
ローマ前史・王政ローマ時代以前に栄えた国家『ラティウム』(Latium vetus)、の都市一つであった『スエッサ・ポメティア』(Suessa Pometia)の地名に由来している。

また当時のスエッサ・ポメティア に定住していた民族は古代諸民族『イタリック人』の一派であるウォルスキ族 (Volsci)、もしくは『ラテン人』であったと思われるが諸説がある。
Pomeziaを複合語として語源を読み取ると、『Città dei Pomi/ 果物の街』＝Pomo (林檎に似た果物)を連想することから、ローマ神話の女神ポモーナ (Pomona/果物とその栽培を司る女神) がポメツィア市の紋章として採用されており、女神ポモーナ が市名の由来であると一般的には思われている。
また、もともと本来の市名として候補に挙がっていたのは『アウソニア』Ausoniaで、ポメツィア市が基礎自治体として形成されるまでアウソニア市として想定されていた。しかし実際には町の建設作業が始まる前からポメツィアへと変更されていた。

## 地理

### 位置・広がり
ポメツィア市はローマ県南部のアグロ・ロマーノ(Agro Romano)に位置し、ティレニア海とローマ南東の丘陵地帯カステッリ・ロマーニ(Castelli Romani) を望む旧ポンティーナ湿地帯に広がるコムーネである。

またポメツィア市北西の海岸部はカステル・ポルツィアーノ大統領官邸/Tenuta presidenziale di Castelporzianoの広大な領地が広がる自然保護区に隣接し、市の東部にはRiserva Naturare Regionale Sughereta di Pomezia の地域自然保護区を有する。 

### 隣接コムーネ
隣接するコムーネは以下の通り。
- アルデーア
- ローマ

### 気候分類・地震分類
ポメーツィアにおけるイタリアの気候分類 (it) および度日は、zona D, 1536 GGである。
また、イタリアの地震リスク階級 (it) では、zona 2B (sismicità media) に分類される。

## 行政

### 分離集落
ポメーツィアには以下の分離集落（フラツィオーネ）がある。
- Borgo Santa Rita, Campo Ascolano, Campobello, Campo Jemini, Campo Selva, Castagnetta, Cinque Poderi, Colli di Enea, Macchiozza, Maggiona, Martin Pescatore, Nuova Lavinium (ex zona 167), Parco della Minerva, Pratica di Mare, Querceto, San Pancrazio, Santa Palomba, Santa Procula, Sedici Pini, Solforata, Torvaianica, Torvaianica Alta, Viceré, Villaggio Laurentum, Villaggio Tognazzi

## 姉妹都市
- Itápolis、ブラジル
- ジンゲン（ドイツ語版）、ドイツ
- チャナッカレ、トルコ